# ويليام كلارك هيوز

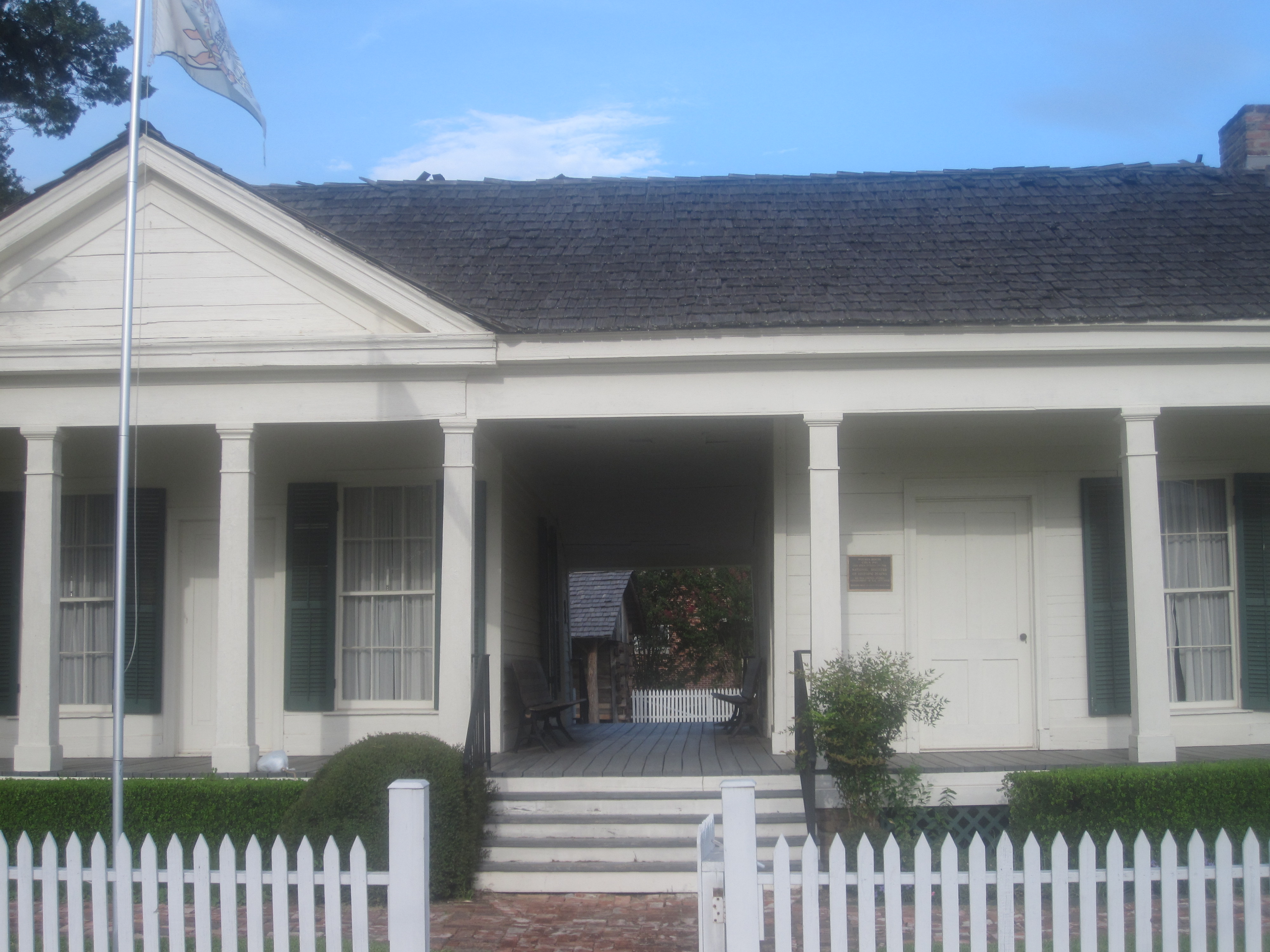
المنزل التاريخي في بنتون لرئيس مجلس النواب السابق في لوس أنجلوس هيوز

ويليام كلارك هيوز (بالإنجليزية: William Clark Hughes) هو فلاح وسياسي أمريكي، ولد في 31 يناير 1868 في مقاطعة بوسير في الولايات المتحدة، وتوفي في 29 أغسطس 1930 بسبب صاعقة. حزبياً، نشط في الحزب الديمقراطي. وقد انتخب عضو مجلس نواب لويزيانا.